# Етюд (шахмат)
Етю̀д (от френски étude – изучаване, изследване) в шахмата е изкуствено създадена позиция, в която една от страните трябва да постигне победа или реми с неопределен брой ходове. Ако не е указано коя страна, се подразбира за белите фигури, освен ако може да се докаже ретро-аналитично, че белите не са имали последен ход. За разлика от шахматните задачи, в етюда освен че може да е зададено и реми, броят на ходовете за постигане на целта не е ограничен. Шахматист, който съставя етюди, се нарича етюдист. 
Начинът за реализиране на изискването се нарича решение на етюда. Етюдите често се свързват с ендшпила, но не се ограничават до него.

## Съставени етюди
Съставените (композирани) етюди предшестват съвременната форма на шаха. Етюдите на шатрандж съществуват в ръкописи от 9 век и най-ранните трактати за съвременния шах от Луис Рамирес де Лусена и Педро Дамяно (края на XV и началото на XVI век) също включват етюди. Въпреки това, тези етюди често включват излишни фигури – добавени, за да направят позицията да изглежда по-„подобна на игра“, но които не участват в действителното решение (нещо, което никога не се прави в съвременните етюди). На тези позиции са дадени различни имена (Дамяно например ги нарича „тънкости“); първата книга, която ги нарича „етюди“, изглежда е „Шахматни етюди“, публикация от 1851 г. на Йозеф Клинг и Бернхард Хорвиц, която понякога се счита и за отправна точка за съвременните етюди от ендшпила. Смята се, че формата е издигната до изкуство в края на XIX век, като Алексей Троицки и Анри Ринк са особено важни в това отношение.
Повечето шахматни композитори, включително Троицки, Ринк и други известни фигури като Генрик Каспарян, са известни предимно с етюдите си, като са малко известни като играчи. Въпреки това, някои известни играчи също са съставили етюди от ендшпила, като Емануел Ласкер, Рихард Рети, Василий Смислов и Ян Тиман са може би най-забележителните.

## Свързани термини
- Аристократ – етюд без пешки. Например, Бели: Цc6, Дa5; Черни: Цb8, Тb7; Белите на ход печелят.
- Дуал – леко отклонение от уникалността на решението.
- Близнак – вариант на етюда с почти същата начална позиция, но значително различно решение.
- Мъниче – етюд, в който броят на фигурите е не повече от пет.
- Миниатюра – етюд, в който броят на фигурите е не повече от седем.
- Мансуба  – древен етюд в шахмата и неговите стари арабски и средноазиатски варианти.
- Етюдозадача – шахматна задача, при която матът в даден брой ходове е единственият начин за победа.

## Примери
|   | a | b | c | d | e | f | g | h |   |
| 8 | бял цар на черно поле h8 · черен цар на бяло поле a6 · бяла пешка на бяло поле c6 · черна пешка на бяло поле h5 | бял цар на черно поле h8 · черен цар на бяло поле a6 · бяла пешка на бяло поле c6 · черна пешка на бяло поле h5 | бял цар на черно поле h8 · черен цар на бяло поле a6 · бяла пешка на бяло поле c6 · черна пешка на бяло поле h5 | бял цар на черно поле h8 · черен цар на бяло поле a6 · бяла пешка на бяло поле c6 · черна пешка на бяло поле h5 | бял цар на черно поле h8 · черен цар на бяло поле a6 · бяла пешка на бяло поле c6 · черна пешка на бяло поле h5 | бял цар на черно поле h8 · черен цар на бяло поле a6 · бяла пешка на бяло поле c6 · черна пешка на бяло поле h5 | бял цар на черно поле h8 · черен цар на бяло поле a6 · бяла пешка на бяло поле c6 · черна пешка на бяло поле h5 | бял цар на черно поле h8 · черен цар на бяло поле a6 · бяла пешка на бяло поле c6 · черна пешка на бяло поле h5 | 8 |
| 7 | бял цар на черно поле h8 · черен цар на бяло поле a6 · бяла пешка на бяло поле c6 · черна пешка на бяло поле h5 | бял цар на черно поле h8 · черен цар на бяло поле a6 · бяла пешка на бяло поле c6 · черна пешка на бяло поле h5 | бял цар на черно поле h8 · черен цар на бяло поле a6 · бяла пешка на бяло поле c6 · черна пешка на бяло поле h5 | бял цар на черно поле h8 · черен цар на бяло поле a6 · бяла пешка на бяло поле c6 · черна пешка на бяло поле h5 | бял цар на черно поле h8 · черен цар на бяло поле a6 · бяла пешка на бяло поле c6 · черна пешка на бяло поле h5 | бял цар на черно поле h8 · черен цар на бяло поле a6 · бяла пешка на бяло поле c6 · черна пешка на бяло поле h5 | бял цар на черно поле h8 · черен цар на бяло поле a6 · бяла пешка на бяло поле c6 · черна пешка на бяло поле h5 | бял цар на черно поле h8 · черен цар на бяло поле a6 · бяла пешка на бяло поле c6 · черна пешка на бяло поле h5 | 7 |
| 6 | бял цар на черно поле h8 · черен цар на бяло поле a6 · бяла пешка на бяло поле c6 · черна пешка на бяло поле h5 | бял цар на черно поле h8 · черен цар на бяло поле a6 · бяла пешка на бяло поле c6 · черна пешка на бяло поле h5 | бял цар на черно поле h8 · черен цар на бяло поле a6 · бяла пешка на бяло поле c6 · черна пешка на бяло поле h5 | бял цар на черно поле h8 · черен цар на бяло поле a6 · бяла пешка на бяло поле c6 · черна пешка на бяло поле h5 | бял цар на черно поле h8 · черен цар на бяло поле a6 · бяла пешка на бяло поле c6 · черна пешка на бяло поле h5 | бял цар на черно поле h8 · черен цар на бяло поле a6 · бяла пешка на бяло поле c6 · черна пешка на бяло поле h5 | бял цар на черно поле h8 · черен цар на бяло поле a6 · бяла пешка на бяло поле c6 · черна пешка на бяло поле h5 | бял цар на черно поле h8 · черен цар на бяло поле a6 · бяла пешка на бяло поле c6 · черна пешка на бяло поле h5 | 6 |
| 5 | бял цар на черно поле h8 · черен цар на бяло поле a6 · бяла пешка на бяло поле c6 · черна пешка на бяло поле h5 | бял цар на черно поле h8 · черен цар на бяло поле a6 · бяла пешка на бяло поле c6 · черна пешка на бяло поле h5 | бял цар на черно поле h8 · черен цар на бяло поле a6 · бяла пешка на бяло поле c6 · черна пешка на бяло поле h5 | бял цар на черно поле h8 · черен цар на бяло поле a6 · бяла пешка на бяло поле c6 · черна пешка на бяло поле h5 | бял цар на черно поле h8 · черен цар на бяло поле a6 · бяла пешка на бяло поле c6 · черна пешка на бяло поле h5 | бял цар на черно поле h8 · черен цар на бяло поле a6 · бяла пешка на бяло поле c6 · черна пешка на бяло поле h5 | бял цар на черно поле h8 · черен цар на бяло поле a6 · бяла пешка на бяло поле c6 · черна пешка на бяло поле h5 | бял цар на черно поле h8 · черен цар на бяло поле a6 · бяла пешка на бяло поле c6 · черна пешка на бяло поле h5 | 5 |
| 4 | бял цар на черно поле h8 · черен цар на бяло поле a6 · бяла пешка на бяло поле c6 · черна пешка на бяло поле h5 | бял цар на черно поле h8 · черен цар на бяло поле a6 · бяла пешка на бяло поле c6 · черна пешка на бяло поле h5 | бял цар на черно поле h8 · черен цар на бяло поле a6 · бяла пешка на бяло поле c6 · черна пешка на бяло поле h5 | бял цар на черно поле h8 · черен цар на бяло поле a6 · бяла пешка на бяло поле c6 · черна пешка на бяло поле h5 | бял цар на черно поле h8 · черен цар на бяло поле a6 · бяла пешка на бяло поле c6 · черна пешка на бяло поле h5 | бял цар на черно поле h8 · черен цар на бяло поле a6 · бяла пешка на бяло поле c6 · черна пешка на бяло поле h5 | бял цар на черно поле h8 · черен цар на бяло поле a6 · бяла пешка на бяло поле c6 · черна пешка на бяло поле h5 | бял цар на черно поле h8 · черен цар на бяло поле a6 · бяла пешка на бяло поле c6 · черна пешка на бяло поле h5 | 4 |
| 3 | бял цар на черно поле h8 · черен цар на бяло поле a6 · бяла пешка на бяло поле c6 · черна пешка на бяло поле h5 | бял цар на черно поле h8 · черен цар на бяло поле a6 · бяла пешка на бяло поле c6 · черна пешка на бяло поле h5 | бял цар на черно поле h8 · черен цар на бяло поле a6 · бяла пешка на бяло поле c6 · черна пешка на бяло поле h5 | бял цар на черно поле h8 · черен цар на бяло поле a6 · бяла пешка на бяло поле c6 · черна пешка на бяло поле h5 | бял цар на черно поле h8 · черен цар на бяло поле a6 · бяла пешка на бяло поле c6 · черна пешка на бяло поле h5 | бял цар на черно поле h8 · черен цар на бяло поле a6 · бяла пешка на бяло поле c6 · черна пешка на бяло поле h5 | бял цар на черно поле h8 · черен цар на бяло поле a6 · бяла пешка на бяло поле c6 · черна пешка на бяло поле h5 | бял цар на черно поле h8 · черен цар на бяло поле a6 · бяла пешка на бяло поле c6 · черна пешка на бяло поле h5 | 3 |
| 2 | бял цар на черно поле h8 · черен цар на бяло поле a6 · бяла пешка на бяло поле c6 · черна пешка на бяло поле h5 | бял цар на черно поле h8 · черен цар на бяло поле a6 · бяла пешка на бяло поле c6 · черна пешка на бяло поле h5 | бял цар на черно поле h8 · черен цар на бяло поле a6 · бяла пешка на бяло поле c6 · черна пешка на бяло поле h5 | бял цар на черно поле h8 · черен цар на бяло поле a6 · бяла пешка на бяло поле c6 · черна пешка на бяло поле h5 | бял цар на черно поле h8 · черен цар на бяло поле a6 · бяла пешка на бяло поле c6 · черна пешка на бяло поле h5 | бял цар на черно поле h8 · черен цар на бяло поле a6 · бяла пешка на бяло поле c6 · черна пешка на бяло поле h5 | бял цар на черно поле h8 · черен цар на бяло поле a6 · бяла пешка на бяло поле c6 · черна пешка на бяло поле h5 | бял цар на черно поле h8 · черен цар на бяло поле a6 · бяла пешка на бяло поле c6 · черна пешка на бяло поле h5 | 2 |
| 1 | бял цар на черно поле h8 · черен цар на бяло поле a6 · бяла пешка на бяло поле c6 · черна пешка на бяло поле h5 | бял цар на черно поле h8 · черен цар на бяло поле a6 · бяла пешка на бяло поле c6 · черна пешка на бяло поле h5 | бял цар на черно поле h8 · черен цар на бяло поле a6 · бяла пешка на бяло поле c6 · черна пешка на бяло поле h5 | бял цар на черно поле h8 · черен цар на бяло поле a6 · бяла пешка на бяло поле c6 · черна пешка на бяло поле h5 | бял цар на черно поле h8 · черен цар на бяло поле a6 · бяла пешка на бяло поле c6 · черна пешка на бяло поле h5 | бял цар на черно поле h8 · черен цар на бяло поле a6 · бяла пешка на бяло поле c6 · черна пешка на бяло поле h5 | бял цар на черно поле h8 · черен цар на бяло поле a6 · бяла пешка на бяло поле c6 · черна пешка на бяло поле h5 | бял цар на черно поле h8 · черен цар на бяло поле a6 · бяла пешка на бяло поле c6 · черна пешка на бяло поле h5 | 1 |
|   | a | b | c | d | e | f | g | h |   |

Етюдът на Рихард Рети е един от най-известните на всички времена. Белите са на ход и постигат равенство. На пръв поглед това изглежда невъзможна задача: ако белите се опитат да преследват черната пешка, те никога не могат да я хванат (1.Цh7 h4 2.Цh6 h3 и т.н. е очевидно безнадеждно), докато е ясно, че черните просто ще вземат бялата пешка, ако тя се опита да се произведе.
Белите обаче могат да направят реми, като се възползват от факта, че царят може да се придвижи към двете пешки едновременно. Решението е 1. Цg7! h4 (или 1...Цb6 2. Цf6! h4 3.Цe5! води до същото продължение на белите с размяна на ходовете) 2. Цf6! Цb6 (ако 2...h3, тогава 3.Цe6 h2 4.c7 Цb7 5.Цd7 позволява на белите да повишат своята пешка) 3. Цe5! Сега, ако 3...Ц:c6, тогава 4.Цf4 все пак спира пешката на черните, докато ако 3...h3 4.Цd6 позволява да се произведе бялата пешка. Така или иначе резултатът е равен. (Вижте също Цар и пешка срещу цар, раздел Правило на квадрата.)

Повечето стари етюди на шатрандж не са валидни в съвременния шах поради променени правила. Ходовете на царя, топа и коня обаче остават непроменени. В следващите две арабски мансуби белите печелят, 
|   | a | b | c | d | e | f | g | h |   |
| 8 | бял цар на бяло поле g8 · черен топ на бяло поле d7 · черен топ на бяло поле h7 · черен цар на черно поле f6 · черен кон на бяло поле g6 · черна пешка на бяло поле f5 · бяла пешка на черно поле f4 · бял кон на черно поле g3 · бял топ на черно поле e1 · бял топ на черно поле g1 | бял цар на бяло поле g8 · черен топ на бяло поле d7 · черен топ на бяло поле h7 · черен цар на черно поле f6 · черен кон на бяло поле g6 · черна пешка на бяло поле f5 · бяла пешка на черно поле f4 · бял кон на черно поле g3 · бял топ на черно поле e1 · бял топ на черно поле g1 | бял цар на бяло поле g8 · черен топ на бяло поле d7 · черен топ на бяло поле h7 · черен цар на черно поле f6 · черен кон на бяло поле g6 · черна пешка на бяло поле f5 · бяла пешка на черно поле f4 · бял кон на черно поле g3 · бял топ на черно поле e1 · бял топ на черно поле g1 | бял цар на бяло поле g8 · черен топ на бяло поле d7 · черен топ на бяло поле h7 · черен цар на черно поле f6 · черен кон на бяло поле g6 · черна пешка на бяло поле f5 · бяла пешка на черно поле f4 · бял кон на черно поле g3 · бял топ на черно поле e1 · бял топ на черно поле g1 | бял цар на бяло поле g8 · черен топ на бяло поле d7 · черен топ на бяло поле h7 · черен цар на черно поле f6 · черен кон на бяло поле g6 · черна пешка на бяло поле f5 · бяла пешка на черно поле f4 · бял кон на черно поле g3 · бял топ на черно поле e1 · бял топ на черно поле g1 | бял цар на бяло поле g8 · черен топ на бяло поле d7 · черен топ на бяло поле h7 · черен цар на черно поле f6 · черен кон на бяло поле g6 · черна пешка на бяло поле f5 · бяла пешка на черно поле f4 · бял кон на черно поле g3 · бял топ на черно поле e1 · бял топ на черно поле g1 | бял цар на бяло поле g8 · черен топ на бяло поле d7 · черен топ на бяло поле h7 · черен цар на черно поле f6 · черен кон на бяло поле g6 · черна пешка на бяло поле f5 · бяла пешка на черно поле f4 · бял кон на черно поле g3 · бял топ на черно поле e1 · бял топ на черно поле g1 | бял цар на бяло поле g8 · черен топ на бяло поле d7 · черен топ на бяло поле h7 · черен цар на черно поле f6 · черен кон на бяло поле g6 · черна пешка на бяло поле f5 · бяла пешка на черно поле f4 · бял кон на черно поле g3 · бял топ на черно поле e1 · бял топ на черно поле g1 | 8 |
| 7 | бял цар на бяло поле g8 · черен топ на бяло поле d7 · черен топ на бяло поле h7 · черен цар на черно поле f6 · черен кон на бяло поле g6 · черна пешка на бяло поле f5 · бяла пешка на черно поле f4 · бял кон на черно поле g3 · бял топ на черно поле e1 · бял топ на черно поле g1 | бял цар на бяло поле g8 · черен топ на бяло поле d7 · черен топ на бяло поле h7 · черен цар на черно поле f6 · черен кон на бяло поле g6 · черна пешка на бяло поле f5 · бяла пешка на черно поле f4 · бял кон на черно поле g3 · бял топ на черно поле e1 · бял топ на черно поле g1 | бял цар на бяло поле g8 · черен топ на бяло поле d7 · черен топ на бяло поле h7 · черен цар на черно поле f6 · черен кон на бяло поле g6 · черна пешка на бяло поле f5 · бяла пешка на черно поле f4 · бял кон на черно поле g3 · бял топ на черно поле e1 · бял топ на черно поле g1 | бял цар на бяло поле g8 · черен топ на бяло поле d7 · черен топ на бяло поле h7 · черен цар на черно поле f6 · черен кон на бяло поле g6 · черна пешка на бяло поле f5 · бяла пешка на черно поле f4 · бял кон на черно поле g3 · бял топ на черно поле e1 · бял топ на черно поле g1 | бял цар на бяло поле g8 · черен топ на бяло поле d7 · черен топ на бяло поле h7 · черен цар на черно поле f6 · черен кон на бяло поле g6 · черна пешка на бяло поле f5 · бяла пешка на черно поле f4 · бял кон на черно поле g3 · бял топ на черно поле e1 · бял топ на черно поле g1 | бял цар на бяло поле g8 · черен топ на бяло поле d7 · черен топ на бяло поле h7 · черен цар на черно поле f6 · черен кон на бяло поле g6 · черна пешка на бяло поле f5 · бяла пешка на черно поле f4 · бял кон на черно поле g3 · бял топ на черно поле e1 · бял топ на черно поле g1 | бял цар на бяло поле g8 · черен топ на бяло поле d7 · черен топ на бяло поле h7 · черен цар на черно поле f6 · черен кон на бяло поле g6 · черна пешка на бяло поле f5 · бяла пешка на черно поле f4 · бял кон на черно поле g3 · бял топ на черно поле e1 · бял топ на черно поле g1 | бял цар на бяло поле g8 · черен топ на бяло поле d7 · черен топ на бяло поле h7 · черен цар на черно поле f6 · черен кон на бяло поле g6 · черна пешка на бяло поле f5 · бяла пешка на черно поле f4 · бял кон на черно поле g3 · бял топ на черно поле e1 · бял топ на черно поле g1 | 7 |
| 6 | бял цар на бяло поле g8 · черен топ на бяло поле d7 · черен топ на бяло поле h7 · черен цар на черно поле f6 · черен кон на бяло поле g6 · черна пешка на бяло поле f5 · бяла пешка на черно поле f4 · бял кон на черно поле g3 · бял топ на черно поле e1 · бял топ на черно поле g1 | бял цар на бяло поле g8 · черен топ на бяло поле d7 · черен топ на бяло поле h7 · черен цар на черно поле f6 · черен кон на бяло поле g6 · черна пешка на бяло поле f5 · бяла пешка на черно поле f4 · бял кон на черно поле g3 · бял топ на черно поле e1 · бял топ на черно поле g1 | бял цар на бяло поле g8 · черен топ на бяло поле d7 · черен топ на бяло поле h7 · черен цар на черно поле f6 · черен кон на бяло поле g6 · черна пешка на бяло поле f5 · бяла пешка на черно поле f4 · бял кон на черно поле g3 · бял топ на черно поле e1 · бял топ на черно поле g1 | бял цар на бяло поле g8 · черен топ на бяло поле d7 · черен топ на бяло поле h7 · черен цар на черно поле f6 · черен кон на бяло поле g6 · черна пешка на бяло поле f5 · бяла пешка на черно поле f4 · бял кон на черно поле g3 · бял топ на черно поле e1 · бял топ на черно поле g1 | бял цар на бяло поле g8 · черен топ на бяло поле d7 · черен топ на бяло поле h7 · черен цар на черно поле f6 · черен кон на бяло поле g6 · черна пешка на бяло поле f5 · бяла пешка на черно поле f4 · бял кон на черно поле g3 · бял топ на черно поле e1 · бял топ на черно поле g1 | бял цар на бяло поле g8 · черен топ на бяло поле d7 · черен топ на бяло поле h7 · черен цар на черно поле f6 · черен кон на бяло поле g6 · черна пешка на бяло поле f5 · бяла пешка на черно поле f4 · бял кон на черно поле g3 · бял топ на черно поле e1 · бял топ на черно поле g1 | бял цар на бяло поле g8 · черен топ на бяло поле d7 · черен топ на бяло поле h7 · черен цар на черно поле f6 · черен кон на бяло поле g6 · черна пешка на бяло поле f5 · бяла пешка на черно поле f4 · бял кон на черно поле g3 · бял топ на черно поле e1 · бял топ на черно поле g1 | бял цар на бяло поле g8 · черен топ на бяло поле d7 · черен топ на бяло поле h7 · черен цар на черно поле f6 · черен кон на бяло поле g6 · черна пешка на бяло поле f5 · бяла пешка на черно поле f4 · бял кон на черно поле g3 · бял топ на черно поле e1 · бял топ на черно поле g1 | 6 |
| 5 | бял цар на бяло поле g8 · черен топ на бяло поле d7 · черен топ на бяло поле h7 · черен цар на черно поле f6 · черен кон на бяло поле g6 · черна пешка на бяло поле f5 · бяла пешка на черно поле f4 · бял кон на черно поле g3 · бял топ на черно поле e1 · бял топ на черно поле g1 | бял цар на бяло поле g8 · черен топ на бяло поле d7 · черен топ на бяло поле h7 · черен цар на черно поле f6 · черен кон на бяло поле g6 · черна пешка на бяло поле f5 · бяла пешка на черно поле f4 · бял кон на черно поле g3 · бял топ на черно поле e1 · бял топ на черно поле g1 | бял цар на бяло поле g8 · черен топ на бяло поле d7 · черен топ на бяло поле h7 · черен цар на черно поле f6 · черен кон на бяло поле g6 · черна пешка на бяло поле f5 · бяла пешка на черно поле f4 · бял кон на черно поле g3 · бял топ на черно поле e1 · бял топ на черно поле g1 | бял цар на бяло поле g8 · черен топ на бяло поле d7 · черен топ на бяло поле h7 · черен цар на черно поле f6 · черен кон на бяло поле g6 · черна пешка на бяло поле f5 · бяла пешка на черно поле f4 · бял кон на черно поле g3 · бял топ на черно поле e1 · бял топ на черно поле g1 | бял цар на бяло поле g8 · черен топ на бяло поле d7 · черен топ на бяло поле h7 · черен цар на черно поле f6 · черен кон на бяло поле g6 · черна пешка на бяло поле f5 · бяла пешка на черно поле f4 · бял кон на черно поле g3 · бял топ на черно поле e1 · бял топ на черно поле g1 | бял цар на бяло поле g8 · черен топ на бяло поле d7 · черен топ на бяло поле h7 · черен цар на черно поле f6 · черен кон на бяло поле g6 · черна пешка на бяло поле f5 · бяла пешка на черно поле f4 · бял кон на черно поле g3 · бял топ на черно поле e1 · бял топ на черно поле g1 | бял цар на бяло поле g8 · черен топ на бяло поле d7 · черен топ на бяло поле h7 · черен цар на черно поле f6 · черен кон на бяло поле g6 · черна пешка на бяло поле f5 · бяла пешка на черно поле f4 · бял кон на черно поле g3 · бял топ на черно поле e1 · бял топ на черно поле g1 | бял цар на бяло поле g8 · черен топ на бяло поле d7 · черен топ на бяло поле h7 · черен цар на черно поле f6 · черен кон на бяло поле g6 · черна пешка на бяло поле f5 · бяла пешка на черно поле f4 · бял кон на черно поле g3 · бял топ на черно поле e1 · бял топ на черно поле g1 | 5 |
| 4 | бял цар на бяло поле g8 · черен топ на бяло поле d7 · черен топ на бяло поле h7 · черен цар на черно поле f6 · черен кон на бяло поле g6 · черна пешка на бяло поле f5 · бяла пешка на черно поле f4 · бял кон на черно поле g3 · бял топ на черно поле e1 · бял топ на черно поле g1 | бял цар на бяло поле g8 · черен топ на бяло поле d7 · черен топ на бяло поле h7 · черен цар на черно поле f6 · черен кон на бяло поле g6 · черна пешка на бяло поле f5 · бяла пешка на черно поле f4 · бял кон на черно поле g3 · бял топ на черно поле e1 · бял топ на черно поле g1 | бял цар на бяло поле g8 · черен топ на бяло поле d7 · черен топ на бяло поле h7 · черен цар на черно поле f6 · черен кон на бяло поле g6 · черна пешка на бяло поле f5 · бяла пешка на черно поле f4 · бял кон на черно поле g3 · бял топ на черно поле e1 · бял топ на черно поле g1 | бял цар на бяло поле g8 · черен топ на бяло поле d7 · черен топ на бяло поле h7 · черен цар на черно поле f6 · черен кон на бяло поле g6 · черна пешка на бяло поле f5 · бяла пешка на черно поле f4 · бял кон на черно поле g3 · бял топ на черно поле e1 · бял топ на черно поле g1 | бял цар на бяло поле g8 · черен топ на бяло поле d7 · черен топ на бяло поле h7 · черен цар на черно поле f6 · черен кон на бяло поле g6 · черна пешка на бяло поле f5 · бяла пешка на черно поле f4 · бял кон на черно поле g3 · бял топ на черно поле e1 · бял топ на черно поле g1 | бял цар на бяло поле g8 · черен топ на бяло поле d7 · черен топ на бяло поле h7 · черен цар на черно поле f6 · черен кон на бяло поле g6 · черна пешка на бяло поле f5 · бяла пешка на черно поле f4 · бял кон на черно поле g3 · бял топ на черно поле e1 · бял топ на черно поле g1 | бял цар на бяло поле g8 · черен топ на бяло поле d7 · черен топ на бяло поле h7 · черен цар на черно поле f6 · черен кон на бяло поле g6 · черна пешка на бяло поле f5 · бяла пешка на черно поле f4 · бял кон на черно поле g3 · бял топ на черно поле e1 · бял топ на черно поле g1 | бял цар на бяло поле g8 · черен топ на бяло поле d7 · черен топ на бяло поле h7 · черен цар на черно поле f6 · черен кон на бяло поле g6 · черна пешка на бяло поле f5 · бяла пешка на черно поле f4 · бял кон на черно поле g3 · бял топ на черно поле e1 · бял топ на черно поле g1 | 4 |
| 3 | бял цар на бяло поле g8 · черен топ на бяло поле d7 · черен топ на бяло поле h7 · черен цар на черно поле f6 · черен кон на бяло поле g6 · черна пешка на бяло поле f5 · бяла пешка на черно поле f4 · бял кон на черно поле g3 · бял топ на черно поле e1 · бял топ на черно поле g1 | бял цар на бяло поле g8 · черен топ на бяло поле d7 · черен топ на бяло поле h7 · черен цар на черно поле f6 · черен кон на бяло поле g6 · черна пешка на бяло поле f5 · бяла пешка на черно поле f4 · бял кон на черно поле g3 · бял топ на черно поле e1 · бял топ на черно поле g1 | бял цар на бяло поле g8 · черен топ на бяло поле d7 · черен топ на бяло поле h7 · черен цар на черно поле f6 · черен кон на бяло поле g6 · черна пешка на бяло поле f5 · бяла пешка на черно поле f4 · бял кон на черно поле g3 · бял топ на черно поле e1 · бял топ на черно поле g1 | бял цар на бяло поле g8 · черен топ на бяло поле d7 · черен топ на бяло поле h7 · черен цар на черно поле f6 · черен кон на бяло поле g6 · черна пешка на бяло поле f5 · бяла пешка на черно поле f4 · бял кон на черно поле g3 · бял топ на черно поле e1 · бял топ на черно поле g1 | бял цар на бяло поле g8 · черен топ на бяло поле d7 · черен топ на бяло поле h7 · черен цар на черно поле f6 · черен кон на бяло поле g6 · черна пешка на бяло поле f5 · бяла пешка на черно поле f4 · бял кон на черно поле g3 · бял топ на черно поле e1 · бял топ на черно поле g1 | бял цар на бяло поле g8 · черен топ на бяло поле d7 · черен топ на бяло поле h7 · черен цар на черно поле f6 · черен кон на бяло поле g6 · черна пешка на бяло поле f5 · бяла пешка на черно поле f4 · бял кон на черно поле g3 · бял топ на черно поле e1 · бял топ на черно поле g1 | бял цар на бяло поле g8 · черен топ на бяло поле d7 · черен топ на бяло поле h7 · черен цар на черно поле f6 · черен кон на бяло поле g6 · черна пешка на бяло поле f5 · бяла пешка на черно поле f4 · бял кон на черно поле g3 · бял топ на черно поле e1 · бял топ на черно поле g1 | бял цар на бяло поле g8 · черен топ на бяло поле d7 · черен топ на бяло поле h7 · черен цар на черно поле f6 · черен кон на бяло поле g6 · черна пешка на бяло поле f5 · бяла пешка на черно поле f4 · бял кон на черно поле g3 · бял топ на черно поле e1 · бял топ на черно поле g1 | 3 |
| 2 | бял цар на бяло поле g8 · черен топ на бяло поле d7 · черен топ на бяло поле h7 · черен цар на черно поле f6 · черен кон на бяло поле g6 · черна пешка на бяло поле f5 · бяла пешка на черно поле f4 · бял кон на черно поле g3 · бял топ на черно поле e1 · бял топ на черно поле g1 | бял цар на бяло поле g8 · черен топ на бяло поле d7 · черен топ на бяло поле h7 · черен цар на черно поле f6 · черен кон на бяло поле g6 · черна пешка на бяло поле f5 · бяла пешка на черно поле f4 · бял кон на черно поле g3 · бял топ на черно поле e1 · бял топ на черно поле g1 | бял цар на бяло поле g8 · черен топ на бяло поле d7 · черен топ на бяло поле h7 · черен цар на черно поле f6 · черен кон на бяло поле g6 · черна пешка на бяло поле f5 · бяла пешка на черно поле f4 · бял кон на черно поле g3 · бял топ на черно поле e1 · бял топ на черно поле g1 | бял цар на бяло поле g8 · черен топ на бяло поле d7 · черен топ на бяло поле h7 · черен цар на черно поле f6 · черен кон на бяло поле g6 · черна пешка на бяло поле f5 · бяла пешка на черно поле f4 · бял кон на черно поле g3 · бял топ на черно поле e1 · бял топ на черно поле g1 | бял цар на бяло поле g8 · черен топ на бяло поле d7 · черен топ на бяло поле h7 · черен цар на черно поле f6 · черен кон на бяло поле g6 · черна пешка на бяло поле f5 · бяла пешка на черно поле f4 · бял кон на черно поле g3 · бял топ на черно поле e1 · бял топ на черно поле g1 | бял цар на бяло поле g8 · черен топ на бяло поле d7 · черен топ на бяло поле h7 · черен цар на черно поле f6 · черен кон на бяло поле g6 · черна пешка на бяло поле f5 · бяла пешка на черно поле f4 · бял кон на черно поле g3 · бял топ на черно поле e1 · бял топ на черно поле g1 | бял цар на бяло поле g8 · черен топ на бяло поле d7 · черен топ на бяло поле h7 · черен цар на черно поле f6 · черен кон на бяло поле g6 · черна пешка на бяло поле f5 · бяла пешка на черно поле f4 · бял кон на черно поле g3 · бял топ на черно поле e1 · бял топ на черно поле g1 | бял цар на бяло поле g8 · черен топ на бяло поле d7 · черен топ на бяло поле h7 · черен цар на черно поле f6 · черен кон на бяло поле g6 · черна пешка на бяло поле f5 · бяла пешка на черно поле f4 · бял кон на черно поле g3 · бял топ на черно поле e1 · бял топ на черно поле g1 | 2 |
| 1 | бял цар на бяло поле g8 · черен топ на бяло поле d7 · черен топ на бяло поле h7 · черен цар на черно поле f6 · черен кон на бяло поле g6 · черна пешка на бяло поле f5 · бяла пешка на черно поле f4 · бял кон на черно поле g3 · бял топ на черно поле e1 · бял топ на черно поле g1 | бял цар на бяло поле g8 · черен топ на бяло поле d7 · черен топ на бяло поле h7 · черен цар на черно поле f6 · черен кон на бяло поле g6 · черна пешка на бяло поле f5 · бяла пешка на черно поле f4 · бял кон на черно поле g3 · бял топ на черно поле e1 · бял топ на черно поле g1 | бял цар на бяло поле g8 · черен топ на бяло поле d7 · черен топ на бяло поле h7 · черен цар на черно поле f6 · черен кон на бяло поле g6 · черна пешка на бяло поле f5 · бяла пешка на черно поле f4 · бял кон на черно поле g3 · бял топ на черно поле e1 · бял топ на черно поле g1 | бял цар на бяло поле g8 · черен топ на бяло поле d7 · черен топ на бяло поле h7 · черен цар на черно поле f6 · черен кон на бяло поле g6 · черна пешка на бяло поле f5 · бяла пешка на черно поле f4 · бял кон на черно поле g3 · бял топ на черно поле e1 · бял топ на черно поле g1 | бял цар на бяло поле g8 · черен топ на бяло поле d7 · черен топ на бяло поле h7 · черен цар на черно поле f6 · черен кон на бяло поле g6 · черна пешка на бяло поле f5 · бяла пешка на черно поле f4 · бял кон на черно поле g3 · бял топ на черно поле e1 · бял топ на черно поле g1 | бял цар на бяло поле g8 · черен топ на бяло поле d7 · черен топ на бяло поле h7 · черен цар на черно поле f6 · черен кон на бяло поле g6 · черна пешка на бяло поле f5 · бяла пешка на черно поле f4 · бял кон на черно поле g3 · бял топ на черно поле e1 · бял топ на черно поле g1 | бял цар на бяло поле g8 · черен топ на бяло поле d7 · черен топ на бяло поле h7 · черен цар на черно поле f6 · черен кон на бяло поле g6 · черна пешка на бяло поле f5 · бяла пешка на черно поле f4 · бял кон на черно поле g3 · бял топ на черно поле e1 · бял топ на черно поле g1 | бял цар на бяло поле g8 · черен топ на бяло поле d7 · черен топ на бяло поле h7 · черен цар на черно поле f6 · черен кон на бяло поле g6 · черна пешка на бяло поле f5 · бяла пешка на черно поле f4 · бял кон на черно поле g3 · бял топ на черно поле e1 · бял топ на черно поле g1 | 1 |
|   | a | b | c | d | e | f | g | h |   |

|   | a | b | c | d | e | f | g | h |   |
| 8 | черен цар на черно поле a7 · черен кон на бяло поле b7 · бял цар на бяло поле b5 · бял топ на бяло поле h1 | черен цар на черно поле a7 · черен кон на бяло поле b7 · бял цар на бяло поле b5 · бял топ на бяло поле h1 | черен цар на черно поле a7 · черен кон на бяло поле b7 · бял цар на бяло поле b5 · бял топ на бяло поле h1 | черен цар на черно поле a7 · черен кон на бяло поле b7 · бял цар на бяло поле b5 · бял топ на бяло поле h1 | черен цар на черно поле a7 · черен кон на бяло поле b7 · бял цар на бяло поле b5 · бял топ на бяло поле h1 | черен цар на черно поле a7 · черен кон на бяло поле b7 · бял цар на бяло поле b5 · бял топ на бяло поле h1 | черен цар на черно поле a7 · черен кон на бяло поле b7 · бял цар на бяло поле b5 · бял топ на бяло поле h1 | черен цар на черно поле a7 · черен кон на бяло поле b7 · бял цар на бяло поле b5 · бял топ на бяло поле h1 | 8 |
| 7 | черен цар на черно поле a7 · черен кон на бяло поле b7 · бял цар на бяло поле b5 · бял топ на бяло поле h1 | черен цар на черно поле a7 · черен кон на бяло поле b7 · бял цар на бяло поле b5 · бял топ на бяло поле h1 | черен цар на черно поле a7 · черен кон на бяло поле b7 · бял цар на бяло поле b5 · бял топ на бяло поле h1 | черен цар на черно поле a7 · черен кон на бяло поле b7 · бял цар на бяло поле b5 · бял топ на бяло поле h1 | черен цар на черно поле a7 · черен кон на бяло поле b7 · бял цар на бяло поле b5 · бял топ на бяло поле h1 | черен цар на черно поле a7 · черен кон на бяло поле b7 · бял цар на бяло поле b5 · бял топ на бяло поле h1 | черен цар на черно поле a7 · черен кон на бяло поле b7 · бял цар на бяло поле b5 · бял топ на бяло поле h1 | черен цар на черно поле a7 · черен кон на бяло поле b7 · бял цар на бяло поле b5 · бял топ на бяло поле h1 | 7 |
| 6 | черен цар на черно поле a7 · черен кон на бяло поле b7 · бял цар на бяло поле b5 · бял топ на бяло поле h1 | черен цар на черно поле a7 · черен кон на бяло поле b7 · бял цар на бяло поле b5 · бял топ на бяло поле h1 | черен цар на черно поле a7 · черен кон на бяло поле b7 · бял цар на бяло поле b5 · бял топ на бяло поле h1 | черен цар на черно поле a7 · черен кон на бяло поле b7 · бял цар на бяло поле b5 · бял топ на бяло поле h1 | черен цар на черно поле a7 · черен кон на бяло поле b7 · бял цар на бяло поле b5 · бял топ на бяло поле h1 | черен цар на черно поле a7 · черен кон на бяло поле b7 · бял цар на бяло поле b5 · бял топ на бяло поле h1 | черен цар на черно поле a7 · черен кон на бяло поле b7 · бял цар на бяло поле b5 · бял топ на бяло поле h1 | черен цар на черно поле a7 · черен кон на бяло поле b7 · бял цар на бяло поле b5 · бял топ на бяло поле h1 | 6 |
| 5 | черен цар на черно поле a7 · черен кон на бяло поле b7 · бял цар на бяло поле b5 · бял топ на бяло поле h1 | черен цар на черно поле a7 · черен кон на бяло поле b7 · бял цар на бяло поле b5 · бял топ на бяло поле h1 | черен цар на черно поле a7 · черен кон на бяло поле b7 · бял цар на бяло поле b5 · бял топ на бяло поле h1 | черен цар на черно поле a7 · черен кон на бяло поле b7 · бял цар на бяло поле b5 · бял топ на бяло поле h1 | черен цар на черно поле a7 · черен кон на бяло поле b7 · бял цар на бяло поле b5 · бял топ на бяло поле h1 | черен цар на черно поле a7 · черен кон на бяло поле b7 · бял цар на бяло поле b5 · бял топ на бяло поле h1 | черен цар на черно поле a7 · черен кон на бяло поле b7 · бял цар на бяло поле b5 · бял топ на бяло поле h1 | черен цар на черно поле a7 · черен кон на бяло поле b7 · бял цар на бяло поле b5 · бял топ на бяло поле h1 | 5 |
| 4 | черен цар на черно поле a7 · черен кон на бяло поле b7 · бял цар на бяло поле b5 · бял топ на бяло поле h1 | черен цар на черно поле a7 · черен кон на бяло поле b7 · бял цар на бяло поле b5 · бял топ на бяло поле h1 | черен цар на черно поле a7 · черен кон на бяло поле b7 · бял цар на бяло поле b5 · бял топ на бяло поле h1 | черен цар на черно поле a7 · черен кон на бяло поле b7 · бял цар на бяло поле b5 · бял топ на бяло поле h1 | черен цар на черно поле a7 · черен кон на бяло поле b7 · бял цар на бяло поле b5 · бял топ на бяло поле h1 | черен цар на черно поле a7 · черен кон на бяло поле b7 · бял цар на бяло поле b5 · бял топ на бяло поле h1 | черен цар на черно поле a7 · черен кон на бяло поле b7 · бял цар на бяло поле b5 · бял топ на бяло поле h1 | черен цар на черно поле a7 · черен кон на бяло поле b7 · бял цар на бяло поле b5 · бял топ на бяло поле h1 | 4 |
| 3 | черен цар на черно поле a7 · черен кон на бяло поле b7 · бял цар на бяло поле b5 · бял топ на бяло поле h1 | черен цар на черно поле a7 · черен кон на бяло поле b7 · бял цар на бяло поле b5 · бял топ на бяло поле h1 | черен цар на черно поле a7 · черен кон на бяло поле b7 · бял цар на бяло поле b5 · бял топ на бяло поле h1 | черен цар на черно поле a7 · черен кон на бяло поле b7 · бял цар на бяло поле b5 · бял топ на бяло поле h1 | черен цар на черно поле a7 · черен кон на бяло поле b7 · бял цар на бяло поле b5 · бял топ на бяло поле h1 | черен цар на черно поле a7 · черен кон на бяло поле b7 · бял цар на бяло поле b5 · бял топ на бяло поле h1 | черен цар на черно поле a7 · черен кон на бяло поле b7 · бял цар на бяло поле b5 · бял топ на бяло поле h1 | черен цар на черно поле a7 · черен кон на бяло поле b7 · бял цар на бяло поле b5 · бял топ на бяло поле h1 | 3 |
| 2 | черен цар на черно поле a7 · черен кон на бяло поле b7 · бял цар на бяло поле b5 · бял топ на бяло поле h1 | черен цар на черно поле a7 · черен кон на бяло поле b7 · бял цар на бяло поле b5 · бял топ на бяло поле h1 | черен цар на черно поле a7 · черен кон на бяло поле b7 · бял цар на бяло поле b5 · бял топ на бяло поле h1 | черен цар на черно поле a7 · черен кон на бяло поле b7 · бял цар на бяло поле b5 · бял топ на бяло поле h1 | черен цар на черно поле a7 · черен кон на бяло поле b7 · бял цар на бяло поле b5 · бял топ на бяло поле h1 | черен цар на черно поле a7 · черен кон на бяло поле b7 · бял цар на бяло поле b5 · бял топ на бяло поле h1 | черен цар на черно поле a7 · черен кон на бяло поле b7 · бял цар на бяло поле b5 · бял топ на бяло поле h1 | черен цар на черно поле a7 · черен кон на бяло поле b7 · бял цар на бяло поле b5 · бял топ на бяло поле h1 | 2 |
| 1 | черен цар на черно поле a7 · черен кон на бяло поле b7 · бял цар на бяло поле b5 · бял топ на бяло поле h1 | черен цар на черно поле a7 · черен кон на бяло поле b7 · бял цар на бяло поле b5 · бял топ на бяло поле h1 | черен цар на черно поле a7 · черен кон на бяло поле b7 · бял цар на бяло поле b5 · бял топ на бяло поле h1 | черен цар на черно поле a7 · черен кон на бяло поле b7 · бял цар на бяло поле b5 · бял топ на бяло поле h1 | черен цар на черно поле a7 · черен кон на бяло поле b7 · бял цар на бяло поле b5 · бял топ на бяло поле h1 | черен цар на черно поле a7 · черен кон на бяло поле b7 · бял цар на бяло поле b5 · бял топ на бяло поле h1 | черен цар на черно поле a7 · черен кон на бяло поле b7 · бял цар на бяло поле b5 · бял топ на бяло поле h1 | черен цар на черно поле a7 · черен кон на бяло поле b7 · бял цар на бяло поле b5 · бял топ на бяло поле h1 | 1 |
|   | a | b | c | d | e | f | g | h |   |

защото черният цар е в лоша позиция. На лявата диаграма белите са заплашени от мат Тg7# или Th8#, но са на ход и обръщат играта : 1. Kh5+! Т:h5 2. Т:g6+! Ц:g6 3. Тe6×! На дясната диаграма при ред на белите най-добрият ход е 1. Тd1!, но това не е единственият печеливш ход. Ако черните са на ход, играят 1... Цb8! 2. Цc6! Кa5+! 3. Цb6! Кc4+ 4. Цb5! Кe5 5. Тe1! Кd7 6. Цc6! и белите отново печелят.
|   | a | b | c | d | e | f | g | h |   |
| 8 | бяла дама на бяло поле h7 · черна пешка на бяло поле b3 · черен офицер на бяло поле a2 · черна пешка на черно поле b2 · бял цар на бяло поле g2 · черен цар на черно поле a1 | бяла дама на бяло поле h7 · черна пешка на бяло поле b3 · черен офицер на бяло поле a2 · черна пешка на черно поле b2 · бял цар на бяло поле g2 · черен цар на черно поле a1 | бяла дама на бяло поле h7 · черна пешка на бяло поле b3 · черен офицер на бяло поле a2 · черна пешка на черно поле b2 · бял цар на бяло поле g2 · черен цар на черно поле a1 | бяла дама на бяло поле h7 · черна пешка на бяло поле b3 · черен офицер на бяло поле a2 · черна пешка на черно поле b2 · бял цар на бяло поле g2 · черен цар на черно поле a1 | бяла дама на бяло поле h7 · черна пешка на бяло поле b3 · черен офицер на бяло поле a2 · черна пешка на черно поле b2 · бял цар на бяло поле g2 · черен цар на черно поле a1 | бяла дама на бяло поле h7 · черна пешка на бяло поле b3 · черен офицер на бяло поле a2 · черна пешка на черно поле b2 · бял цар на бяло поле g2 · черен цар на черно поле a1 | бяла дама на бяло поле h7 · черна пешка на бяло поле b3 · черен офицер на бяло поле a2 · черна пешка на черно поле b2 · бял цар на бяло поле g2 · черен цар на черно поле a1 | бяла дама на бяло поле h7 · черна пешка на бяло поле b3 · черен офицер на бяло поле a2 · черна пешка на черно поле b2 · бял цар на бяло поле g2 · черен цар на черно поле a1 | 8 |
| 7 | бяла дама на бяло поле h7 · черна пешка на бяло поле b3 · черен офицер на бяло поле a2 · черна пешка на черно поле b2 · бял цар на бяло поле g2 · черен цар на черно поле a1 | бяла дама на бяло поле h7 · черна пешка на бяло поле b3 · черен офицер на бяло поле a2 · черна пешка на черно поле b2 · бял цар на бяло поле g2 · черен цар на черно поле a1 | бяла дама на бяло поле h7 · черна пешка на бяло поле b3 · черен офицер на бяло поле a2 · черна пешка на черно поле b2 · бял цар на бяло поле g2 · черен цар на черно поле a1 | бяла дама на бяло поле h7 · черна пешка на бяло поле b3 · черен офицер на бяло поле a2 · черна пешка на черно поле b2 · бял цар на бяло поле g2 · черен цар на черно поле a1 | бяла дама на бяло поле h7 · черна пешка на бяло поле b3 · черен офицер на бяло поле a2 · черна пешка на черно поле b2 · бял цар на бяло поле g2 · черен цар на черно поле a1 | бяла дама на бяло поле h7 · черна пешка на бяло поле b3 · черен офицер на бяло поле a2 · черна пешка на черно поле b2 · бял цар на бяло поле g2 · черен цар на черно поле a1 | бяла дама на бяло поле h7 · черна пешка на бяло поле b3 · черен офицер на бяло поле a2 · черна пешка на черно поле b2 · бял цар на бяло поле g2 · черен цар на черно поле a1 | бяла дама на бяло поле h7 · черна пешка на бяло поле b3 · черен офицер на бяло поле a2 · черна пешка на черно поле b2 · бял цар на бяло поле g2 · черен цар на черно поле a1 | 7 |
| 6 | бяла дама на бяло поле h7 · черна пешка на бяло поле b3 · черен офицер на бяло поле a2 · черна пешка на черно поле b2 · бял цар на бяло поле g2 · черен цар на черно поле a1 | бяла дама на бяло поле h7 · черна пешка на бяло поле b3 · черен офицер на бяло поле a2 · черна пешка на черно поле b2 · бял цар на бяло поле g2 · черен цар на черно поле a1 | бяла дама на бяло поле h7 · черна пешка на бяло поле b3 · черен офицер на бяло поле a2 · черна пешка на черно поле b2 · бял цар на бяло поле g2 · черен цар на черно поле a1 | бяла дама на бяло поле h7 · черна пешка на бяло поле b3 · черен офицер на бяло поле a2 · черна пешка на черно поле b2 · бял цар на бяло поле g2 · черен цар на черно поле a1 | бяла дама на бяло поле h7 · черна пешка на бяло поле b3 · черен офицер на бяло поле a2 · черна пешка на черно поле b2 · бял цар на бяло поле g2 · черен цар на черно поле a1 | бяла дама на бяло поле h7 · черна пешка на бяло поле b3 · черен офицер на бяло поле a2 · черна пешка на черно поле b2 · бял цар на бяло поле g2 · черен цар на черно поле a1 | бяла дама на бяло поле h7 · черна пешка на бяло поле b3 · черен офицер на бяло поле a2 · черна пешка на черно поле b2 · бял цар на бяло поле g2 · черен цар на черно поле a1 | бяла дама на бяло поле h7 · черна пешка на бяло поле b3 · черен офицер на бяло поле a2 · черна пешка на черно поле b2 · бял цар на бяло поле g2 · черен цар на черно поле a1 | 6 |
| 5 | бяла дама на бяло поле h7 · черна пешка на бяло поле b3 · черен офицер на бяло поле a2 · черна пешка на черно поле b2 · бял цар на бяло поле g2 · черен цар на черно поле a1 | бяла дама на бяло поле h7 · черна пешка на бяло поле b3 · черен офицер на бяло поле a2 · черна пешка на черно поле b2 · бял цар на бяло поле g2 · черен цар на черно поле a1 | бяла дама на бяло поле h7 · черна пешка на бяло поле b3 · черен офицер на бяло поле a2 · черна пешка на черно поле b2 · бял цар на бяло поле g2 · черен цар на черно поле a1 | бяла дама на бяло поле h7 · черна пешка на бяло поле b3 · черен офицер на бяло поле a2 · черна пешка на черно поле b2 · бял цар на бяло поле g2 · черен цар на черно поле a1 | бяла дама на бяло поле h7 · черна пешка на бяло поле b3 · черен офицер на бяло поле a2 · черна пешка на черно поле b2 · бял цар на бяло поле g2 · черен цар на черно поле a1 | бяла дама на бяло поле h7 · черна пешка на бяло поле b3 · черен офицер на бяло поле a2 · черна пешка на черно поле b2 · бял цар на бяло поле g2 · черен цар на черно поле a1 | бяла дама на бяло поле h7 · черна пешка на бяло поле b3 · черен офицер на бяло поле a2 · черна пешка на черно поле b2 · бял цар на бяло поле g2 · черен цар на черно поле a1 | бяла дама на бяло поле h7 · черна пешка на бяло поле b3 · черен офицер на бяло поле a2 · черна пешка на черно поле b2 · бял цар на бяло поле g2 · черен цар на черно поле a1 | 5 |
| 4 | бяла дама на бяло поле h7 · черна пешка на бяло поле b3 · черен офицер на бяло поле a2 · черна пешка на черно поле b2 · бял цар на бяло поле g2 · черен цар на черно поле a1 | бяла дама на бяло поле h7 · черна пешка на бяло поле b3 · черен офицер на бяло поле a2 · черна пешка на черно поле b2 · бял цар на бяло поле g2 · черен цар на черно поле a1 | бяла дама на бяло поле h7 · черна пешка на бяло поле b3 · черен офицер на бяло поле a2 · черна пешка на черно поле b2 · бял цар на бяло поле g2 · черен цар на черно поле a1 | бяла дама на бяло поле h7 · черна пешка на бяло поле b3 · черен офицер на бяло поле a2 · черна пешка на черно поле b2 · бял цар на бяло поле g2 · черен цар на черно поле a1 | бяла дама на бяло поле h7 · черна пешка на бяло поле b3 · черен офицер на бяло поле a2 · черна пешка на черно поле b2 · бял цар на бяло поле g2 · черен цар на черно поле a1 | бяла дама на бяло поле h7 · черна пешка на бяло поле b3 · черен офицер на бяло поле a2 · черна пешка на черно поле b2 · бял цар на бяло поле g2 · черен цар на черно поле a1 | бяла дама на бяло поле h7 · черна пешка на бяло поле b3 · черен офицер на бяло поле a2 · черна пешка на черно поле b2 · бял цар на бяло поле g2 · черен цар на черно поле a1 | бяла дама на бяло поле h7 · черна пешка на бяло поле b3 · черен офицер на бяло поле a2 · черна пешка на черно поле b2 · бял цар на бяло поле g2 · черен цар на черно поле a1 | 4 |
| 3 | бяла дама на бяло поле h7 · черна пешка на бяло поле b3 · черен офицер на бяло поле a2 · черна пешка на черно поле b2 · бял цар на бяло поле g2 · черен цар на черно поле a1 | бяла дама на бяло поле h7 · черна пешка на бяло поле b3 · черен офицер на бяло поле a2 · черна пешка на черно поле b2 · бял цар на бяло поле g2 · черен цар на черно поле a1 | бяла дама на бяло поле h7 · черна пешка на бяло поле b3 · черен офицер на бяло поле a2 · черна пешка на черно поле b2 · бял цар на бяло поле g2 · черен цар на черно поле a1 | бяла дама на бяло поле h7 · черна пешка на бяло поле b3 · черен офицер на бяло поле a2 · черна пешка на черно поле b2 · бял цар на бяло поле g2 · черен цар на черно поле a1 | бяла дама на бяло поле h7 · черна пешка на бяло поле b3 · черен офицер на бяло поле a2 · черна пешка на черно поле b2 · бял цар на бяло поле g2 · черен цар на черно поле a1 | бяла дама на бяло поле h7 · черна пешка на бяло поле b3 · черен офицер на бяло поле a2 · черна пешка на черно поле b2 · бял цар на бяло поле g2 · черен цар на черно поле a1 | бяла дама на бяло поле h7 · черна пешка на бяло поле b3 · черен офицер на бяло поле a2 · черна пешка на черно поле b2 · бял цар на бяло поле g2 · черен цар на черно поле a1 | бяла дама на бяло поле h7 · черна пешка на бяло поле b3 · черен офицер на бяло поле a2 · черна пешка на черно поле b2 · бял цар на бяло поле g2 · черен цар на черно поле a1 | 3 |
| 2 | бяла дама на бяло поле h7 · черна пешка на бяло поле b3 · черен офицер на бяло поле a2 · черна пешка на черно поле b2 · бял цар на бяло поле g2 · черен цар на черно поле a1 | бяла дама на бяло поле h7 · черна пешка на бяло поле b3 · черен офицер на бяло поле a2 · черна пешка на черно поле b2 · бял цар на бяло поле g2 · черен цар на черно поле a1 | бяла дама на бяло поле h7 · черна пешка на бяло поле b3 · черен офицер на бяло поле a2 · черна пешка на черно поле b2 · бял цар на бяло поле g2 · черен цар на черно поле a1 | бяла дама на бяло поле h7 · черна пешка на бяло поле b3 · черен офицер на бяло поле a2 · черна пешка на черно поле b2 · бял цар на бяло поле g2 · черен цар на черно поле a1 | бяла дама на бяло поле h7 · черна пешка на бяло поле b3 · черен офицер на бяло поле a2 · черна пешка на черно поле b2 · бял цар на бяло поле g2 · черен цар на черно поле a1 | бяла дама на бяло поле h7 · черна пешка на бяло поле b3 · черен офицер на бяло поле a2 · черна пешка на черно поле b2 · бял цар на бяло поле g2 · черен цар на черно поле a1 | бяла дама на бяло поле h7 · черна пешка на бяло поле b3 · черен офицер на бяло поле a2 · черна пешка на черно поле b2 · бял цар на бяло поле g2 · черен цар на черно поле a1 | бяла дама на бяло поле h7 · черна пешка на бяло поле b3 · черен офицер на бяло поле a2 · черна пешка на черно поле b2 · бял цар на бяло поле g2 · черен цар на черно поле a1 | 2 |
| 1 | бяла дама на бяло поле h7 · черна пешка на бяло поле b3 · черен офицер на бяло поле a2 · черна пешка на черно поле b2 · бял цар на бяло поле g2 · черен цар на черно поле a1 | бяла дама на бяло поле h7 · черна пешка на бяло поле b3 · черен офицер на бяло поле a2 · черна пешка на черно поле b2 · бял цар на бяло поле g2 · черен цар на черно поле a1 | бяла дама на бяло поле h7 · черна пешка на бяло поле b3 · черен офицер на бяло поле a2 · черна пешка на черно поле b2 · бял цар на бяло поле g2 · черен цар на черно поле a1 | бяла дама на бяло поле h7 · черна пешка на бяло поле b3 · черен офицер на бяло поле a2 · черна пешка на черно поле b2 · бял цар на бяло поле g2 · черен цар на черно поле a1 | бяла дама на бяло поле h7 · черна пешка на бяло поле b3 · черен офицер на бяло поле a2 · черна пешка на черно поле b2 · бял цар на бяло поле g2 · черен цар на черно поле a1 | бяла дама на бяло поле h7 · черна пешка на бяло поле b3 · черен офицер на бяло поле a2 · черна пешка на черно поле b2 · бял цар на бяло поле g2 · черен цар на черно поле a1 | бяла дама на бяло поле h7 · черна пешка на бяло поле b3 · черен офицер на бяло поле a2 · черна пешка на черно поле b2 · бял цар на бяло поле g2 · черен цар на черно поле a1 | бяла дама на бяло поле h7 · черна пешка на бяло поле b3 · черен офицер на бяло поле a2 · черна пешка на черно поле b2 · бял цар на бяло поле g2 · черен цар на черно поле a1 | 1 |
|   | a | b | c | d | e | f | g | h |   |

|   | a | b | c | d | e | f | g | h |   |
| 8 | черен цар на бяло поле a8 · черен кон на черно поле a7 · бял цар на бяло поле a6 · бял топ на бяло поле b1 | черен цар на бяло поле a8 · черен кон на черно поле a7 · бял цар на бяло поле a6 · бял топ на бяло поле b1 | черен цар на бяло поле a8 · черен кон на черно поле a7 · бял цар на бяло поле a6 · бял топ на бяло поле b1 | черен цар на бяло поле a8 · черен кон на черно поле a7 · бял цар на бяло поле a6 · бял топ на бяло поле b1 | черен цар на бяло поле a8 · черен кон на черно поле a7 · бял цар на бяло поле a6 · бял топ на бяло поле b1 | черен цар на бяло поле a8 · черен кон на черно поле a7 · бял цар на бяло поле a6 · бял топ на бяло поле b1 | черен цар на бяло поле a8 · черен кон на черно поле a7 · бял цар на бяло поле a6 · бял топ на бяло поле b1 | черен цар на бяло поле a8 · черен кон на черно поле a7 · бял цар на бяло поле a6 · бял топ на бяло поле b1 | 8 |
| 7 | черен цар на бяло поле a8 · черен кон на черно поле a7 · бял цар на бяло поле a6 · бял топ на бяло поле b1 | черен цар на бяло поле a8 · черен кон на черно поле a7 · бял цар на бяло поле a6 · бял топ на бяло поле b1 | черен цар на бяло поле a8 · черен кон на черно поле a7 · бял цар на бяло поле a6 · бял топ на бяло поле b1 | черен цар на бяло поле a8 · черен кон на черно поле a7 · бял цар на бяло поле a6 · бял топ на бяло поле b1 | черен цар на бяло поле a8 · черен кон на черно поле a7 · бял цар на бяло поле a6 · бял топ на бяло поле b1 | черен цар на бяло поле a8 · черен кон на черно поле a7 · бял цар на бяло поле a6 · бял топ на бяло поле b1 | черен цар на бяло поле a8 · черен кон на черно поле a7 · бял цар на бяло поле a6 · бял топ на бяло поле b1 | черен цар на бяло поле a8 · черен кон на черно поле a7 · бял цар на бяло поле a6 · бял топ на бяло поле b1 | 7 |
| 6 | черен цар на бяло поле a8 · черен кон на черно поле a7 · бял цар на бяло поле a6 · бял топ на бяло поле b1 | черен цар на бяло поле a8 · черен кон на черно поле a7 · бял цар на бяло поле a6 · бял топ на бяло поле b1 | черен цар на бяло поле a8 · черен кон на черно поле a7 · бял цар на бяло поле a6 · бял топ на бяло поле b1 | черен цар на бяло поле a8 · черен кон на черно поле a7 · бял цар на бяло поле a6 · бял топ на бяло поле b1 | черен цар на бяло поле a8 · черен кон на черно поле a7 · бял цар на бяло поле a6 · бял топ на бяло поле b1 | черен цар на бяло поле a8 · черен кон на черно поле a7 · бял цар на бяло поле a6 · бял топ на бяло поле b1 | черен цар на бяло поле a8 · черен кон на черно поле a7 · бял цар на бяло поле a6 · бял топ на бяло поле b1 | черен цар на бяло поле a8 · черен кон на черно поле a7 · бял цар на бяло поле a6 · бял топ на бяло поле b1 | 6 |
| 5 | черен цар на бяло поле a8 · черен кон на черно поле a7 · бял цар на бяло поле a6 · бял топ на бяло поле b1 | черен цар на бяло поле a8 · черен кон на черно поле a7 · бял цар на бяло поле a6 · бял топ на бяло поле b1 | черен цар на бяло поле a8 · черен кон на черно поле a7 · бял цар на бяло поле a6 · бял топ на бяло поле b1 | черен цар на бяло поле a8 · черен кон на черно поле a7 · бял цар на бяло поле a6 · бял топ на бяло поле b1 | черен цар на бяло поле a8 · черен кон на черно поле a7 · бял цар на бяло поле a6 · бял топ на бяло поле b1 | черен цар на бяло поле a8 · черен кон на черно поле a7 · бял цар на бяло поле a6 · бял топ на бяло поле b1 | черен цар на бяло поле a8 · черен кон на черно поле a7 · бял цар на бяло поле a6 · бял топ на бяло поле b1 | черен цар на бяло поле a8 · черен кон на черно поле a7 · бял цар на бяло поле a6 · бял топ на бяло поле b1 | 5 |
| 4 | черен цар на бяло поле a8 · черен кон на черно поле a7 · бял цар на бяло поле a6 · бял топ на бяло поле b1 | черен цар на бяло поле a8 · черен кон на черно поле a7 · бял цар на бяло поле a6 · бял топ на бяло поле b1 | черен цар на бяло поле a8 · черен кон на черно поле a7 · бял цар на бяло поле a6 · бял топ на бяло поле b1 | черен цар на бяло поле a8 · черен кон на черно поле a7 · бял цар на бяло поле a6 · бял топ на бяло поле b1 | черен цар на бяло поле a8 · черен кон на черно поле a7 · бял цар на бяло поле a6 · бял топ на бяло поле b1 | черен цар на бяло поле a8 · черен кон на черно поле a7 · бял цар на бяло поле a6 · бял топ на бяло поле b1 | черен цар на бяло поле a8 · черен кон на черно поле a7 · бял цар на бяло поле a6 · бял топ на бяло поле b1 | черен цар на бяло поле a8 · черен кон на черно поле a7 · бял цар на бяло поле a6 · бял топ на бяло поле b1 | 4 |
| 3 | черен цар на бяло поле a8 · черен кон на черно поле a7 · бял цар на бяло поле a6 · бял топ на бяло поле b1 | черен цар на бяло поле a8 · черен кон на черно поле a7 · бял цар на бяло поле a6 · бял топ на бяло поле b1 | черен цар на бяло поле a8 · черен кон на черно поле a7 · бял цар на бяло поле a6 · бял топ на бяло поле b1 | черен цар на бяло поле a8 · черен кон на черно поле a7 · бял цар на бяло поле a6 · бял топ на бяло поле b1 | черен цар на бяло поле a8 · черен кон на черно поле a7 · бял цар на бяло поле a6 · бял топ на бяло поле b1 | черен цар на бяло поле a8 · черен кон на черно поле a7 · бял цар на бяло поле a6 · бял топ на бяло поле b1 | черен цар на бяло поле a8 · черен кон на черно поле a7 · бял цар на бяло поле a6 · бял топ на бяло поле b1 | черен цар на бяло поле a8 · черен кон на черно поле a7 · бял цар на бяло поле a6 · бял топ на бяло поле b1 | 3 |
| 2 | черен цар на бяло поле a8 · черен кон на черно поле a7 · бял цар на бяло поле a6 · бял топ на бяло поле b1 | черен цар на бяло поле a8 · черен кон на черно поле a7 · бял цар на бяло поле a6 · бял топ на бяло поле b1 | черен цар на бяло поле a8 · черен кон на черно поле a7 · бял цар на бяло поле a6 · бял топ на бяло поле b1 | черен цар на бяло поле a8 · черен кон на черно поле a7 · бял цар на бяло поле a6 · бял топ на бяло поле b1 | черен цар на бяло поле a8 · черен кон на черно поле a7 · бял цар на бяло поле a6 · бял топ на бяло поле b1 | черен цар на бяло поле a8 · черен кон на черно поле a7 · бял цар на бяло поле a6 · бял топ на бяло поле b1 | черен цар на бяло поле a8 · черен кон на черно поле a7 · бял цар на бяло поле a6 · бял топ на бяло поле b1 | черен цар на бяло поле a8 · черен кон на черно поле a7 · бял цар на бяло поле a6 · бял топ на бяло поле b1 | 2 |
| 1 | черен цар на бяло поле a8 · черен кон на черно поле a7 · бял цар на бяло поле a6 · бял топ на бяло поле b1 | черен цар на бяло поле a8 · черен кон на черно поле a7 · бял цар на бяло поле a6 · бял топ на бяло поле b1 | черен цар на бяло поле a8 · черен кон на черно поле a7 · бял цар на бяло поле a6 · бял топ на бяло поле b1 | черен цар на бяло поле a8 · черен кон на черно поле a7 · бял цар на бяло поле a6 · бял топ на бяло поле b1 | черен цар на бяло поле a8 · черен кон на черно поле a7 · бял цар на бяло поле a6 · бял топ на бяло поле b1 | черен цар на бяло поле a8 · черен кон на черно поле a7 · бял цар на бяло поле a6 · бял топ на бяло поле b1 | черен цар на бяло поле a8 · черен кон на черно поле a7 · бял цар на бяло поле a6 · бял топ на бяло поле b1 | черен цар на бяло поле a8 · черен кон на черно поле a7 · бял цар на бяло поле a6 · бял топ на бяло поле b1 | 1 |
|   | a | b | c | d | e | f | g | h |   |

## Етюдна композиция
Съставянето и решението на етюд обикновено са резултат от идея, преследвана от автора, по-рядко партии осигуряват вдъхновение за представената идея. По време на процеса на разработване на етюда съдържанието и първоначалната позиция често се променят, за да отговарят по-добре на художествените критерии или да се вземат предвид техническите аспекти в решението. Тази дейност се нарича композиране по аналогия с процеса в музиката или други форми на изкуство.
Както е обичайно в шахматна композиция днес, решението трябва да бъде единствено. Това в никакъв случай не винаги е било така в миналото. Например, в своите етюди Рихард Рети дава предпочитание на позиции, близки до играта, дори ако тяхното решение в един момент позволява на белите да направят два равностойни хода, които не разделят основната идея на решението.
Всяко отклонение от авторското решение обезценява етюда. Тогава то е неправилно. Отклоненията в първия ход са вторични решения; двусмислието в следващите ходове на решението се нарича двойственост. Понякога се правят малки компромиси чрез деклариране на малки дублирания (минор-дуал) или повторения на ходове, които не напредват в решението, както е допустимо в печелившите етюди, обикновено във второстепенни варианти, които не са свързани с темата. Друга форма на некоректност на етюда е опровергаването на решението на автора чрез продължение от черните, което авторът не е предвидил.
Последното издание на колекцията от етюди на Харолд ван дер Хайден наброява 67 691 етюди. Строго погледнато обаче, този брой е твърде висок, тъй като колекцията съдържа (понякога неправилни) модификации на множество позиции, плагиатство, множество варианти се броят индивидуално във всяка фаза, игровите позиции са включени в колекцията и накрая има многобройни теоретични ендшпилни позиции, които не отговарят достатъчно на строгите съвременни стандарти за етюд. Следователно това число не може да се разглежда като броят на етюдите, съдържащи се в колекцията. В няколко статии Харолд ван дер Хайден изчислява, че колекцията му съдържа 80 до 85 процента от всички изследвания, публикувани някога. Въпреки това, предпоставките за тези оценки не могат да бъдат доказани (неизвестни и изгубени източници от миналото и далечни региони), така че не изглежда разумно да се разпространяват такива цифри.
Има много прилики между етюдите и шахматните задачи от една страна и между етюдите и игрите от друга. Изискването за мат в точно определен брой ходове в ортодоксалните задачи често води до съзвездия от фигури на дъската в процеса на композиране, които вече не могат да се разглеждат като подходящи за играта. Принципът на строга икономичност на използваните средства тогава вече не може да се поддържа. В идеалните етюди всяка фигура участва активно в решението; в крайната позиция на решението няма нито бели, нито черни неучастващи фигури (т.нар. „нощни пазачи“). Може да се каже, че в етюдите дадена тема е представена в икономически и художествено стойностна форма според играта. Това едва ли е възможно в игрите, тъй като практически аспекти като изчисляване на варианти, често под натиска на времето и свързаната с това невъзможност за точна оценка на позицията, обикновено не позволяват търсенето на естетически начин за победа или равенство.
Съставянето на етюд е по-трудно, отколкото това на шахматна задача и се оценява 1,67 пъти по-високо от него и другите,
Когато е включен в Албум на ФИДЕ, етюдът се брои за очки, докато други видове композиция печелят една точка. Следователно, за получаване на майсторска степен по композиция са необходими по-малко етюди в сравнение с други видове композиция.